# Vincent Thill
Vincent Thill (* 4. Februar 2000 in Luxemburg-Stadt) ist ein luxemburgischer Fußballspieler. 

## Karriere

### Verein

#### Start der Karriere
Thill trat in seiner Kindheit dem CS Fola Esch bei und schloss sich nach einer Zwischenstation beim FC Progrès Niederkorn dem FC Rodingen 91 an. Von dort wechselte er 2012 in die knapp 70 km entfernte Jugendakademie des FC Metz. Im Mai 2016 unterschrieb Thill seinen ersten Profivertrag mit einer dreijährigen Laufzeit. Sein Debüt im Seniorenbereich gab er am 20. August 2016 im Trikot der Reservemannschaft, für die er bei der 0:2-Niederlage am ersten Spieltag in der fünften Liga gegen ASC Biesheim über die volle Spielzeit auf dem Feld stand. Am 21. September 2016 debütierte Thill bei der 0:3-Heimniederlage gegen Girondins Bordeaux in der Ligue 1, nachdem er in der 81. Minute für Mevlüt Erdinç eingewechselt worden war.

#### Diverse Ausleihen
Um Spielpraxis zu sammeln, wurde Thill im August 2018 für eine Saison an den französischen Drittligisten FC Pau verliehen. Dort erkämpfte er sich einen Stammplatz und schoss in 28 Partien 12 Tore. Auch im folgenden Jahr wurde er ausgeliehen, die Spielzeit 2019/20 bestritt er für US Orléans in der Ligue 2. Auch hier war er Stammspieler; in 19 Partien schoss Thill ein Tor und gab 2 Vorlagen.

#### Wechsel nach Portugal
Im September 2020 verließ Thill endgültig den FC Metz und wechselte nach Portugal in die Primeira Liga zu Nacional Funchal, wo er einen Vierjahresvertrag unterschrieb. Hier kam er in seiner ersten Saison wegen diverser Verletzungen nur auf 17 Ligaspiele und stieg am Ende mit dem Verein als Tabellenletzter in die Segunda Liga ab. Am 12. August 2021 wurde sein laufender Vertrag wegen unerlaubter Abwesenheit gekündigt und Thill war seitdem ohne neuen Verein.

#### FK Worskla Poltawa und Schweden
Zwei Wochen nach seiner Entlassung gab der ukrainische Erstligist FK Worskla Poltawa die Verpflichtung des Mittelfeldspielers bekannt. Dort spielt der 21-Jährige erstmals mit seinem älteren Bruder Olivier zusammen in einer Mannschaft. Ohne dort ein Pflichtspiel absolviert zu haben, wechselte Thill im April 2022 auf Grund des Russischen Überfalls auf die Ukraine leihweise bis Saisonende zum schwedischen Zweitligisten Örebro SK. Dort erzielte er bis zu seiner Rückkehr nach Poltawa in acht Ligapartien zwei Treffer. Anschließend kam er dann für die Ukrainer zu zwei Einsätzen in der UEFA-Europa-Conference-League-Qualifikation gegen AIK Solna aus Schweden. Nach dem Ausscheiden wurde Thill am 5. August 2022 vom schwedischen Erstligisten für ein Jahr ausgeliehen und knapp sechs Wochen später erzielte er im Heimspiel gegen Degerfors IF (1:1) seinen ersten Ligatreffer.

#### Aserbaidschan
Am 7. Juli 2023 folgte ein fester Wechsel zum aserbaidschanischen Erstligisten Sabah FK mit einem Vertrag über zwei Jahre. Knapp sieben Monate später riss er sich im Ligaspiel gegen Qarabağ Ağdam (3:3) kurz nach Anpfiff das Kreuzband. Bis dahin erzielte er in 16 Ligaspielen einen Treffer. Erst im Dezember 2024 gab der Luxemburger dann sein Comeback und am Ende der Spielzeit gewann er mit dem nationalen Pokal den ersten Titel. Anschließend wurde sein Vertrag nicht mehr verlängert und Thill schloss sich kurze Zeit später dem Ligarivalen Zirə FK an.

### Nationalmannschaft
Thill spielte im Oktober 2015 zweimal für die luxemburgische U17-Auswahl und erzielte gegen Spanien (1:6) und Österreich (1:2) jeweils das einzige Tor seines Teams. Am 25. März 2016 debütierte er bei der 0:3-Niederlage im Freundschaftsspiel gegen Bosnien und Herzegowina im Alter von 16 Jahren in der A-Nationalmannschaft, als er in der 69. Minute für Mario Mutsch eingewechselt wurde. Zwei Monate später erzielte er bei der 1:3-Niederlage im Freundschaftsspiel gegen Nigeria sein erstes A-Länderspieltor. Durch diesen Treffer wurde er zum jüngsten europäischen Länderspieltorschützen der Geschichte.

## Erfolge
- Aserbaidschanischer Pokalsieger: 2025

## Familie
Seine Brüder Sebastien (* 1993) und Olivier (* 1996) sind ebenfalls luxemburgische Nationalspieler, genau wie Vater Serge (* 1969) in den 1990er-Jahren.